# Bouconvillers
Bouconvillers est une commune française située dans le département de l'Oise en région Hauts-de-France.

## Géographie

### Description

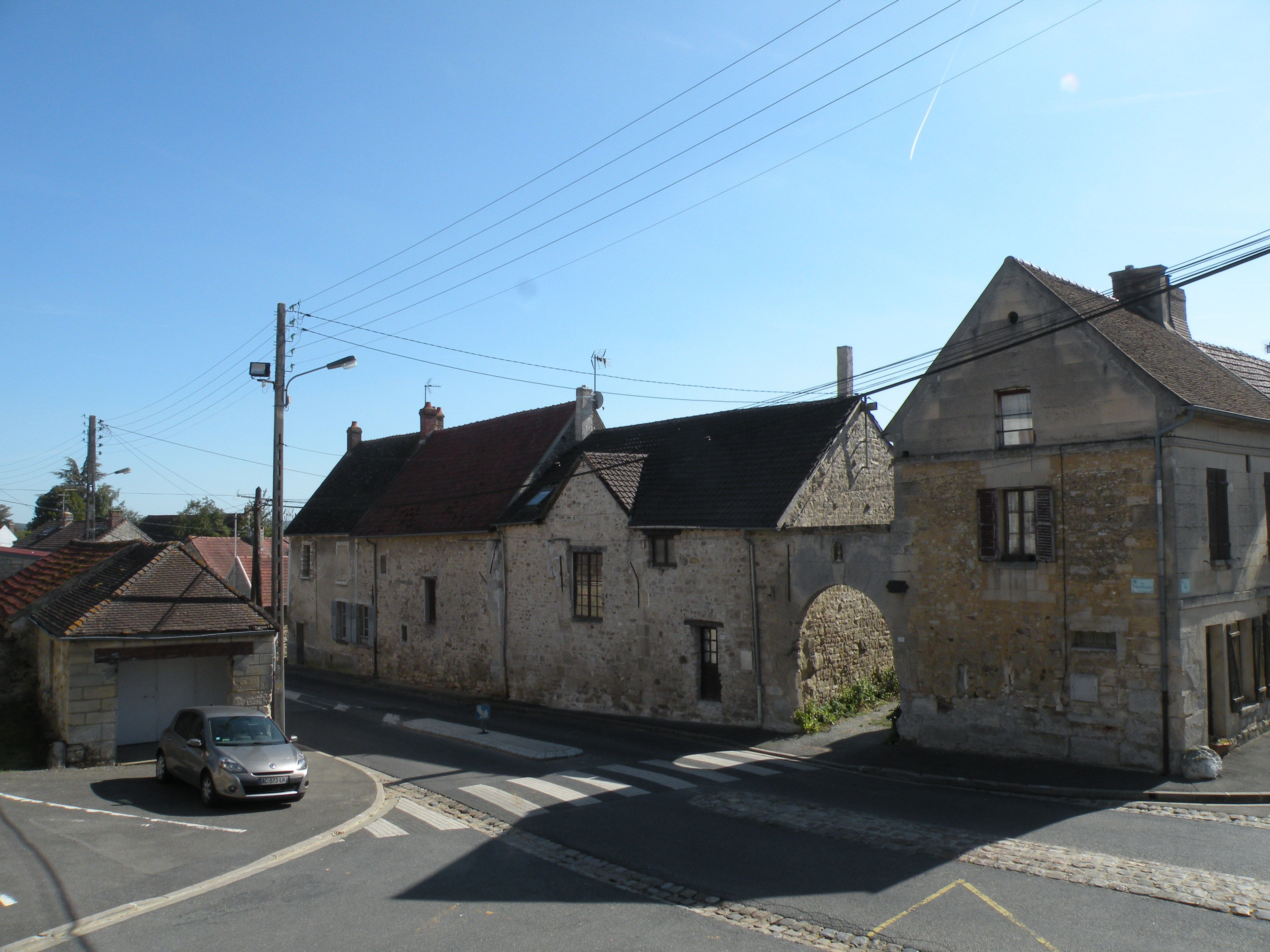
Ambiance du village : une des rues.

Bouconvillers est un village périurbain du Vexin français dans l'Oise, limitrophe du Val-d'Oise, situé à 21 km au nord-ouest de Pontoise, 9 km à l'est de Magny-en-Vexin, 15 km au sud-est de Gisors et à 32 km au sud-ouest de Beauvais.
Le village est desservi par l'ancienne route nationale 15 et est proche du Parc naturel régional du Vexin français.
On indiquait au début du XIXe siècle que « son territoire est un plateau sillonné par des ravins escarpés. Le cours de la Vionne le sépare de St.-Cyr-sur-Chars », un hameau de Lavilletertre.

### Communes limitrophes
| Lierville          |               | Lavilletertre    |
|                    | Bouconvillers |                  |
| Nucourt Val-d'Oise |               | Chars Val-d'Oise |

### Hydrographie
La commune est située dans le bassin Seine-Normandie. Elle est drainée par la Viosne,.
Le Viosne, d'une longueur de 29 km, prend sa source dans la commune de Lierville et se jette  dans l'Oise à Pontoise, après avoir traversé 14 communes. 

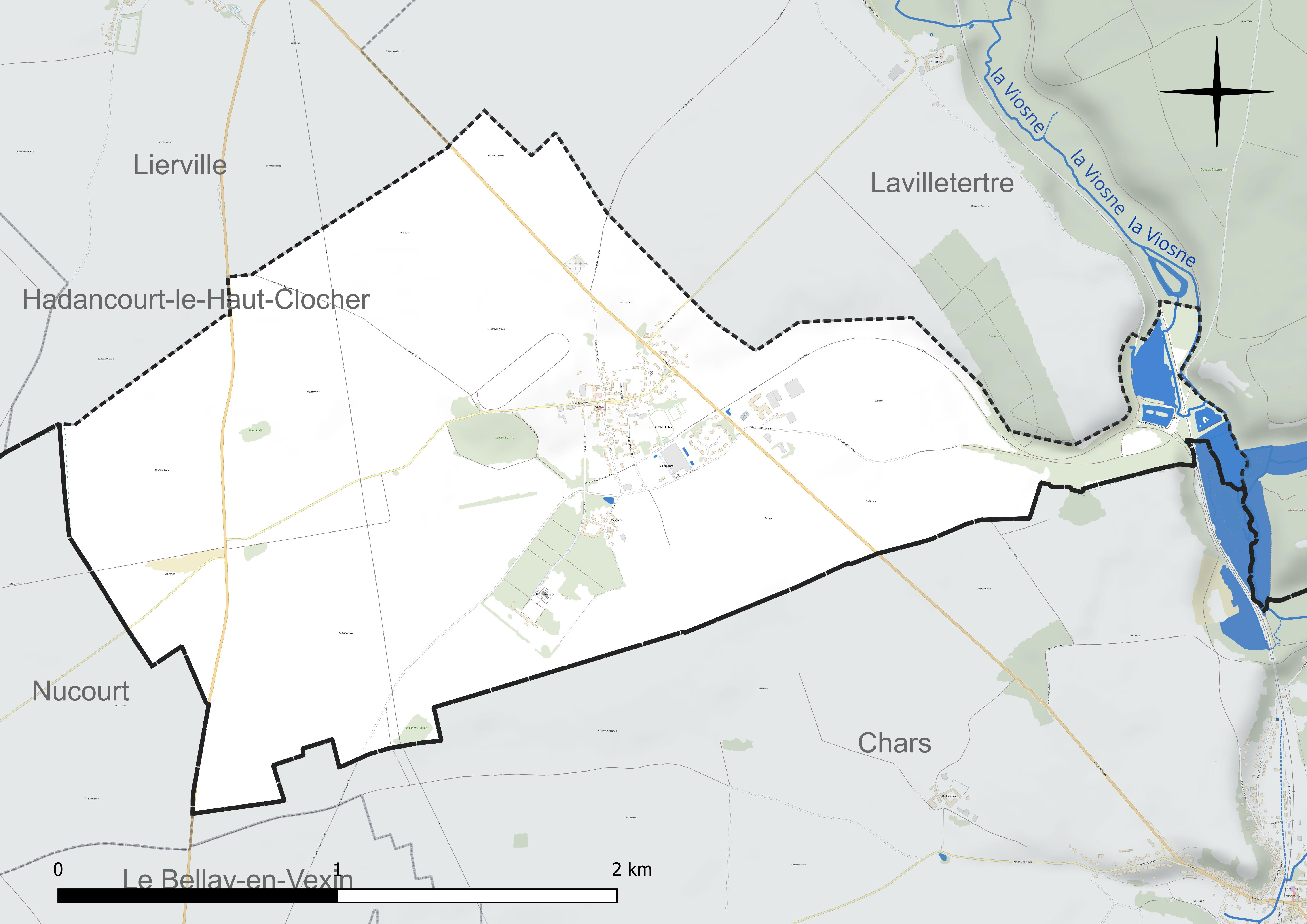
Réseau hydrographique de Bouconvillers.

### Climat
Pour des articles plus généraux, voir Climat des Hauts-de-France et Climat de l'Oise.
En 2010, le climat de la commune est de type climat océanique dégradé des plaines du Centre et du Nord, selon une étude du CNRS s'appuyant sur une série de données couvrant la période 1971-2000. En 2020, Météo-France publie une typologie des climats de la France métropolitaine dans laquelle la commune est exposée à un climat océanique et est dans la région climatique  Sud-ouest du bassin Parisien, caractérisée par une faible pluviométrie, notamment au printemps (120 à 150 mm) et un hiver froid (3,5 °C). 
Pour la période 1971-2000, la température annuelle moyenne est de 10,8 °C, avec une amplitude thermique annuelle de 14,5 °C. Le cumul annuel moyen de précipitations est de 697 mm, avec 10,9 jours de précipitations en janvier et 7,9 jours en juillet. Pour la période 1991-2020, la température moyenne annuelle observée sur la station météorologique la plus proche, située sur la commune de Jaméricourt à 14 km à vol d'oiseau, est de 11,0 °C et le cumul annuel moyen de précipitations est de 695,7 mm,. Pour l'avenir, les paramètres climatiques de la commune estimés pour 2050 selon différents scénarios d'émission de gaz à effet de serre sont consultables sur un site dédié publié par Météo-France en novembre 2022.

## Urbanisme

### Typologie
Au 1er janvier 2024, Bouconvillers est catégorisée commune rurale à habitat dispersé, selon la nouvelle grille communale de densité à sept niveaux définie par l'Insee en 2022.
Elle est située hors unité urbaine. Par ailleurs la commune fait partie de l'aire d'attraction de Paris, dont elle est une commune de la couronne,. 

### Occupation des sols
L'occupation des sols de la commune, telle qu'elle ressort de la base de données européenne d'occupation biophysique des sols Corine Land Cover (CLC), est marquée par l'importance des territoires agricoles (81,4 % en 2018), en diminution par rapport à 1990 (92,2 %). La répartition détaillée en 2018 est la suivante : 
terres arables (81,4 %), forêts (10,5 %), zones urbanisées (8,1 %). L'évolution de l'occupation des sols de la commune et de ses infrastructures peut être observée sur les différentes représentations cartographiques du territoire : la carte de Cassini (XVIIIe siècle), la carte d'état-major (1820-1866) et les cartes ou photos aériennes de l'IGN pour la période actuelle (1950 à aujourd'hui).

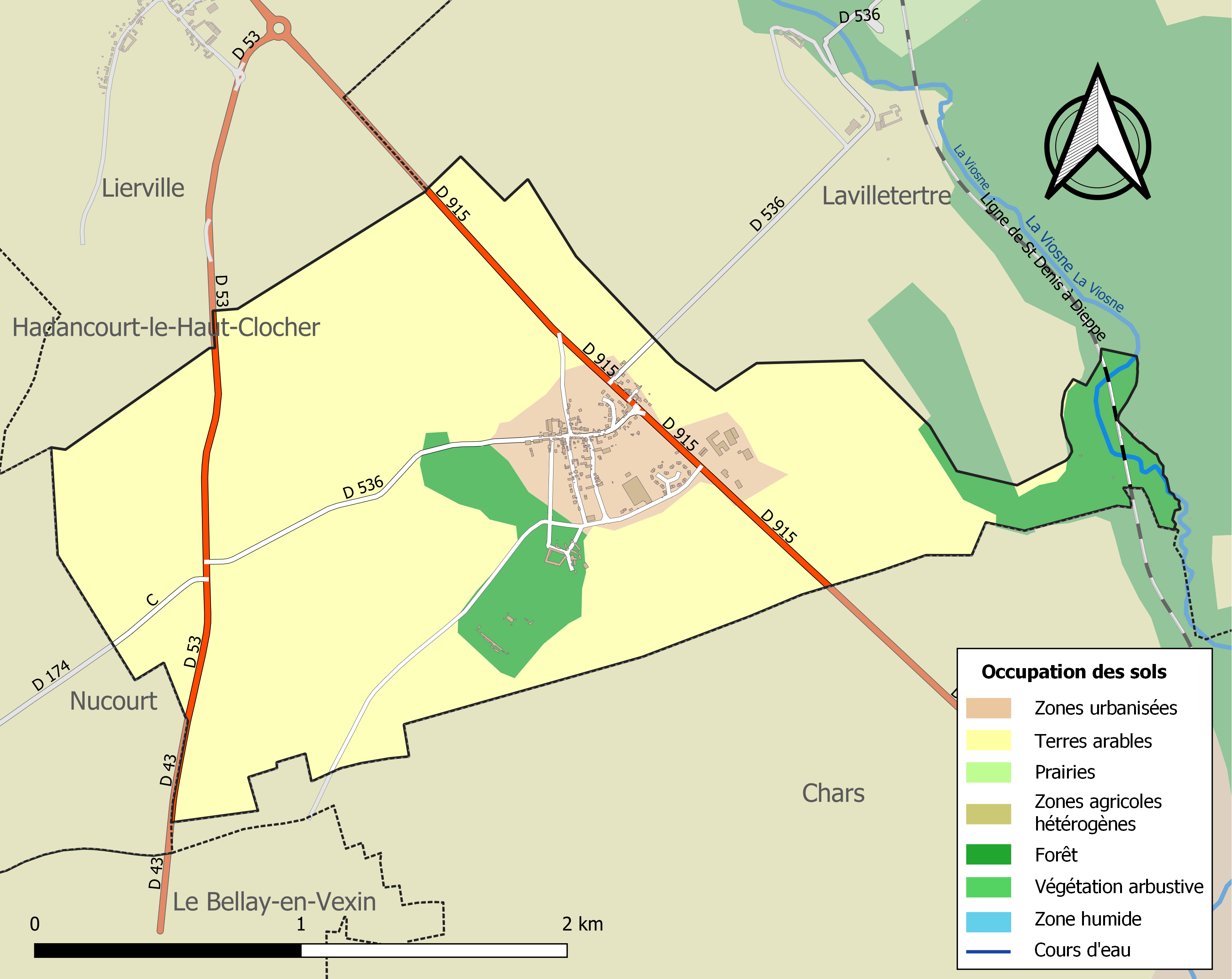
Carte des infrastructures et de l'occupation des sols de la commune en 2018 (CLC).

### Habitat et logement
En 2018, le nombre total de logements dans la commune était de 155, alors qu'il était de 139 en 2013 et de 142 en 2008.
Parmi ces logements, 95,5 % étaient des résidences principales, 1,3 % des résidences secondaires et 3,2 % des logements vacants. Ces logements étaient pour 94,8 % d'entre eux des maisons individuelles et pour 3,9 % des appartements.
Le tableau ci-dessous présente la typologie des logements à Bouconvillers en 2018 en comparaison avec celle de l'Oise et de la France entière. Une caractéristique marquante du parc de logements est ainsi une proportion de résidences secondaires et logements occasionnels (1,3 %) inférieure à celle du département (2,5 %) mais supérieure à celle de la France entière (9,7 %). Concernant le statut d'occupation de ces logements, 75,7 % des habitants de la commune sont propriétaires de leur logement (80,4 % en 2013), contre 61,4 % pour l'Oise et 57,5 pour la France entière.
| Typologie                                               | Bouconvillers | Oise | France entière |
| ------------------------------------------------------- | ------------- | ---- | -------------- |
| Résidences principales (en %)                           | 95,5          | 90,4 | 82,1           |
| Résidences secondaires et logements occasionnels (en %) | 1,3           | 2,5  | 9,7            |
| Logements vacants (en %)                                | 3,2           | 7,1  | 8,2            |

### Voies de communication et transports
La commune est desservie, en 2023, par les lignes 6106 et 6136 du réseau interurbain de l'Oise. Elle est également desservie par la ligne 95-46 du réseau de bus du Vexin.

## Toponymie
Le nom de la localité est attesté sous les formes Buccumvillaris (1080) ; Bouconvilier (1403) ; Boucomville (1405) ; de Boscovillari (1472) ; Saint Lucien de Bouconville (vers 1530) ; Bouconvillier (vers 1530) ; Bosconviller (1635) ; Bouconvillers (1840).

## Histoire

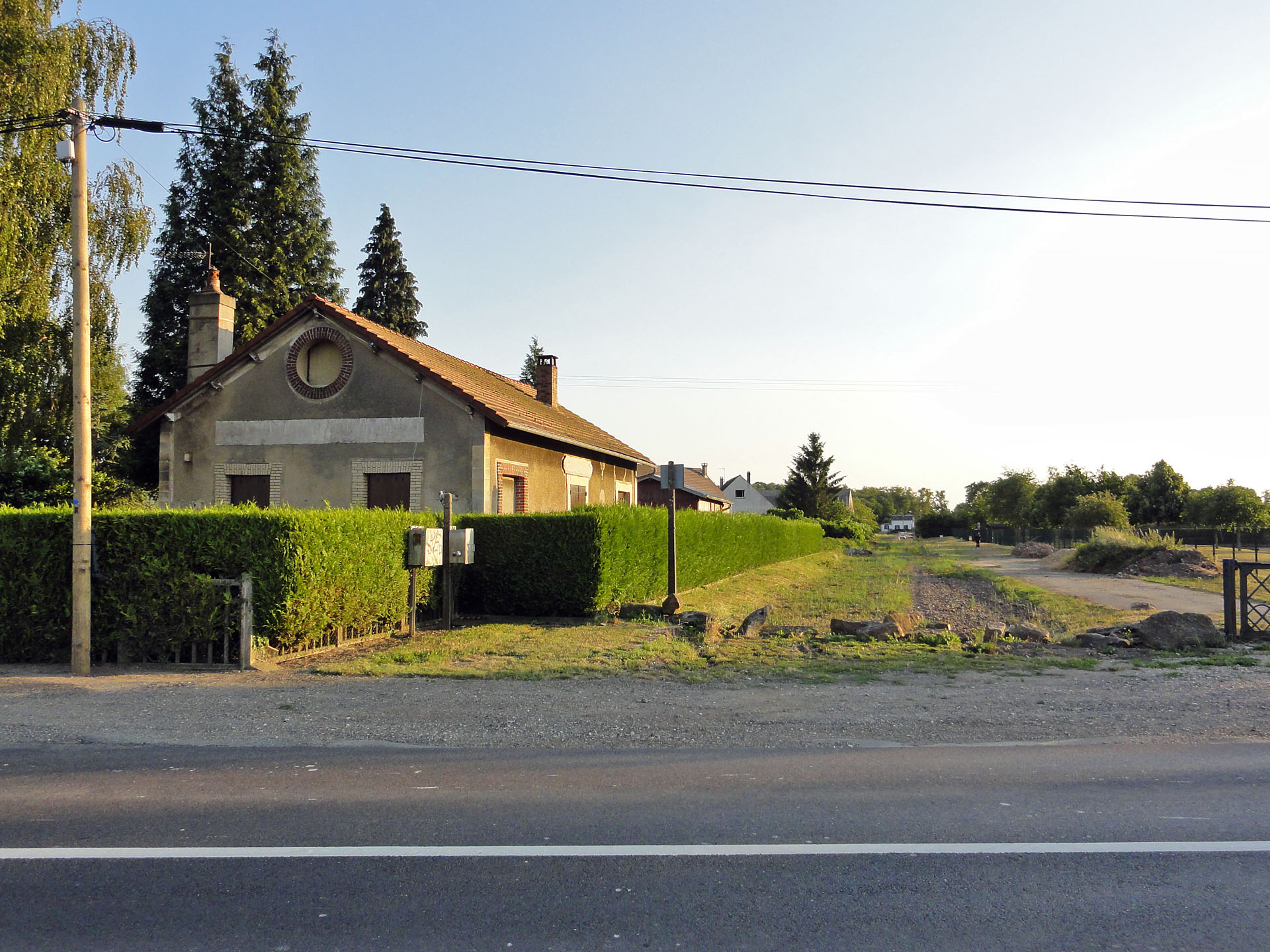
L'ancienne gare et la plateforme de la voie, en 2011.

Louis Graves indiquait que se trouvait à Boucouvillers « un prieuré dépendant de l'abbaye du Bec, et anciennement (en 1500) un hôpital de St -Antoine, avec une chapelle en titre ».
En 1827, la totalité des habitants vivaient de l'agriculture.
Le village a été desservi de 1871 à 1949 par la ligne de Chars à Magny-en-Vexin. Le bâtiment de la gare, transformé en habitation, existe toujours.

## Politique et administration

### Rattachements administratifs et électoraux

#### Rattachements administratifs
La commune se trouve dans l'arrondissement de Beauvais du département de l'Oise.
Elle faisait partie depuis 1801 du canton de Chaumont-en-Vexin. Dans le cadre du redécoupage cantonal de 2014 en France, cette circonscription administrative territoriale a disparu, et le canton n'est plus qu'une circonscription électorale.

#### Rattachements électoraux
Pour les élections départementales, la commune fait partie depuis 2014 d'un nouveau canton de Chaumont-en-Vexin
Pour l'élection des députés, elle fait partie de la deuxième circonscription de l'Oise.

### Intercommunalité
Bouconvillers est membre de la communauté de communes du Vexin-Thelle, un établissement public de coopération intercommunale (EPCI) à fiscalité propre créé en 20001 et auquel la commune a transféré un certain nombre de ses compétences, dans les conditions déterminées par le code général des collectivités territoriales.

### Liste des maires

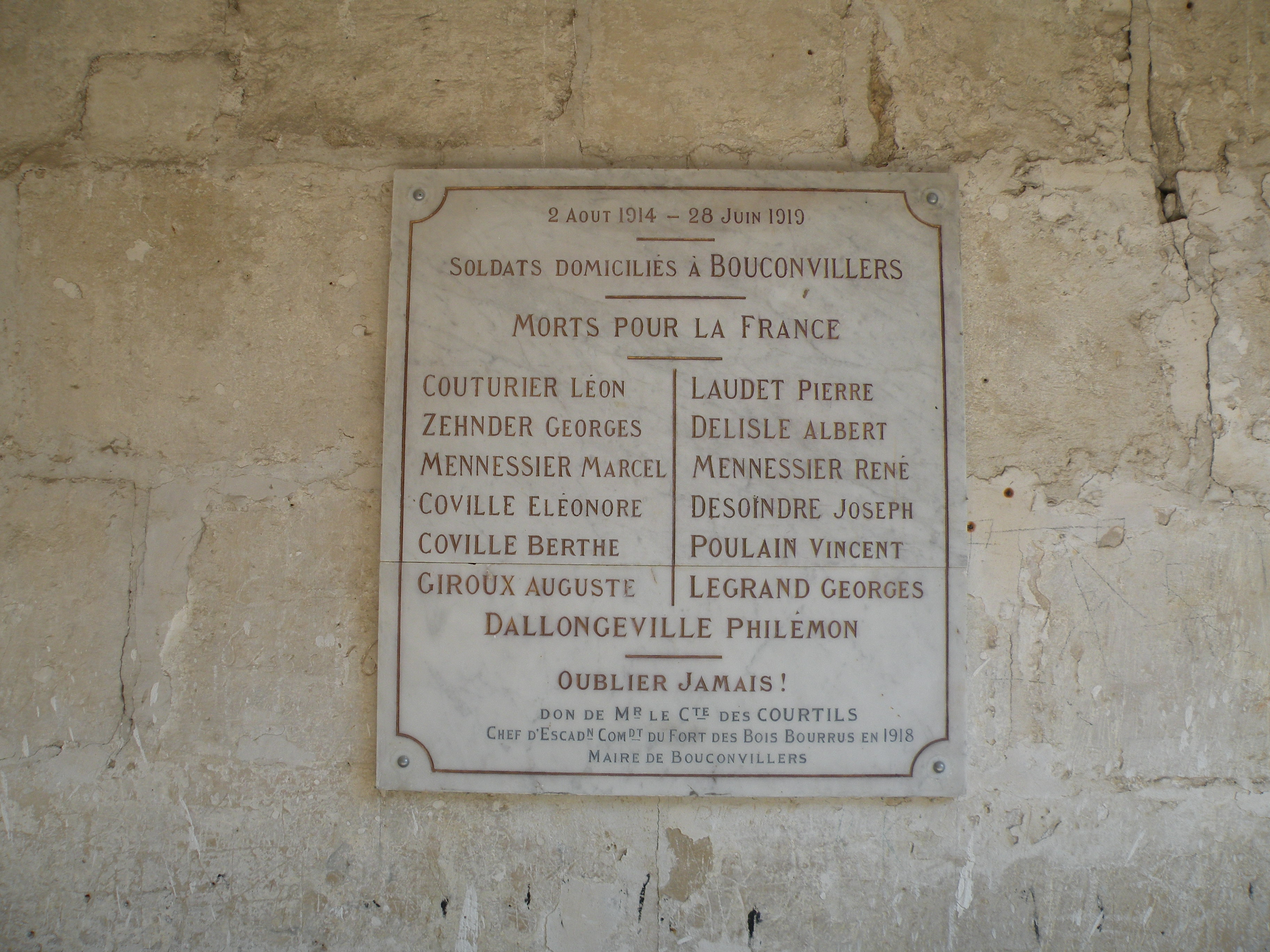
Stèle de monument aux morts donné à la paroisse par le Comte des Courtils, « chef d'escadron, commandant du Fort des Bois Bourrus en 1918, maire de Bouconvillers ».

| Période                                  | Période                    | Identité          | Étiquette | Qualité                                             |
| ---------------------------------------- | -------------------------- | ----------------- | --------- | --------------------------------------------------- |
| Les données manquantes sont à compléter. |                            |                   |           |                                                     |
|                                          |                            | M. des Courtils   |           | Comte, officier pendant la Première Guerre mondiale |
| avant 1962                               |                            | Robert Legros     |           |                                                     |
| Les données manquantes sont à compléter. |                            |                   |           |                                                     |
| avant 1988                               | 1989                       | Jean-Pierre Petit |           |                                                     |
| 1989                                     | En cours (au 24 août 2014) | Philippe Morin    | DVD       | Agriculteur Réélu pour le mandat 2014-2020          |

## Équipements et services publics

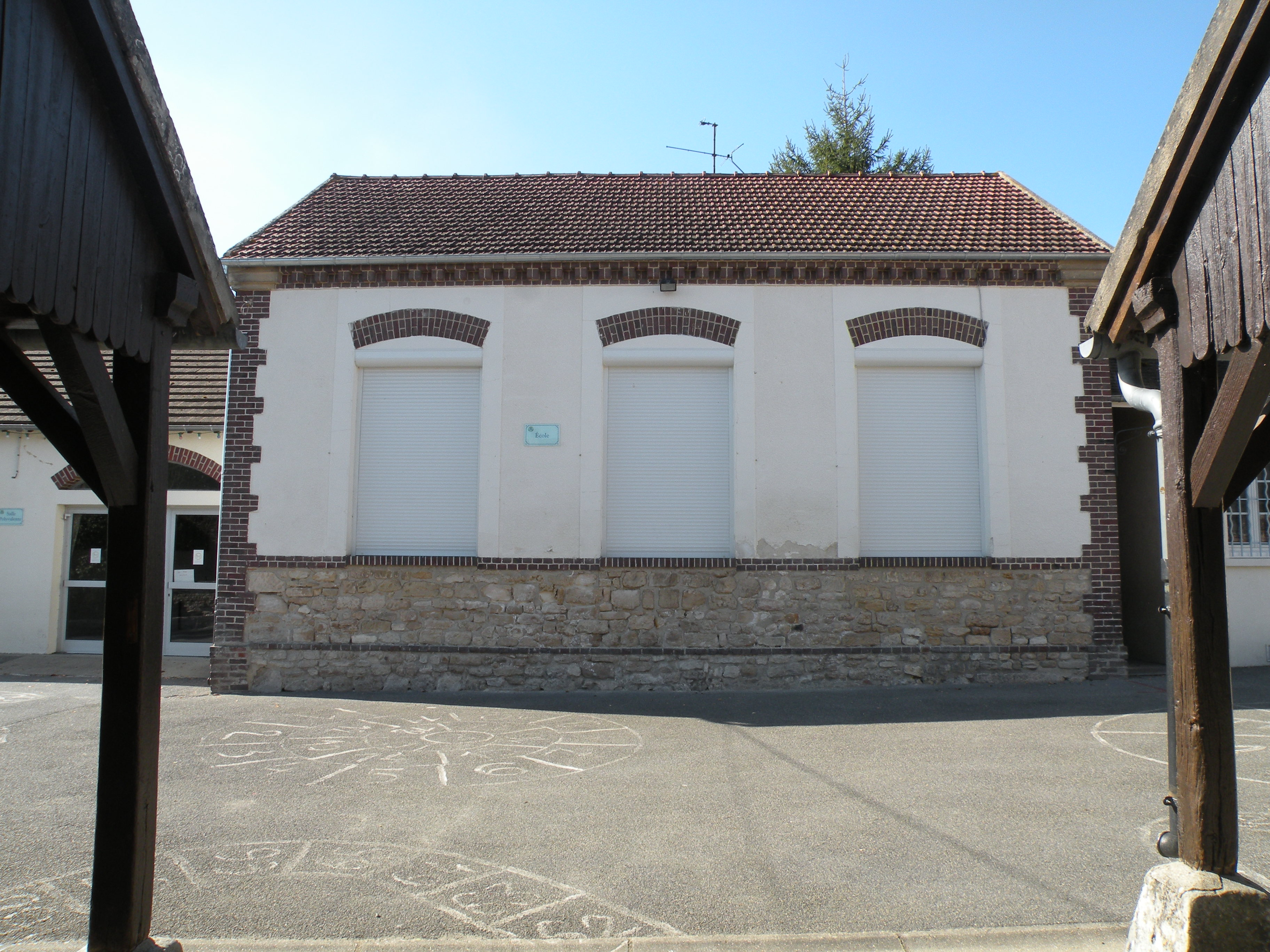
L'école en 2012.
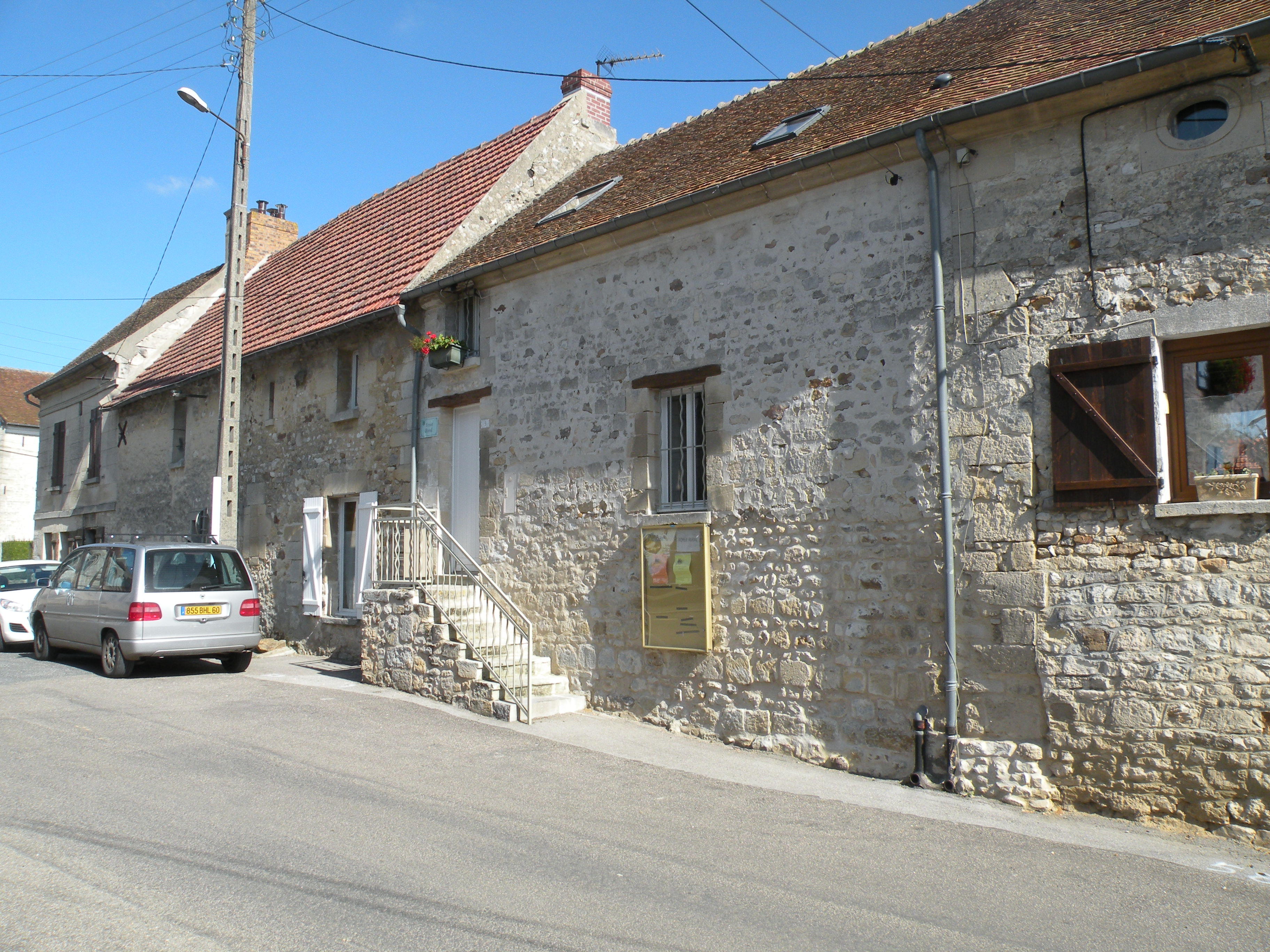
Le foyer rural
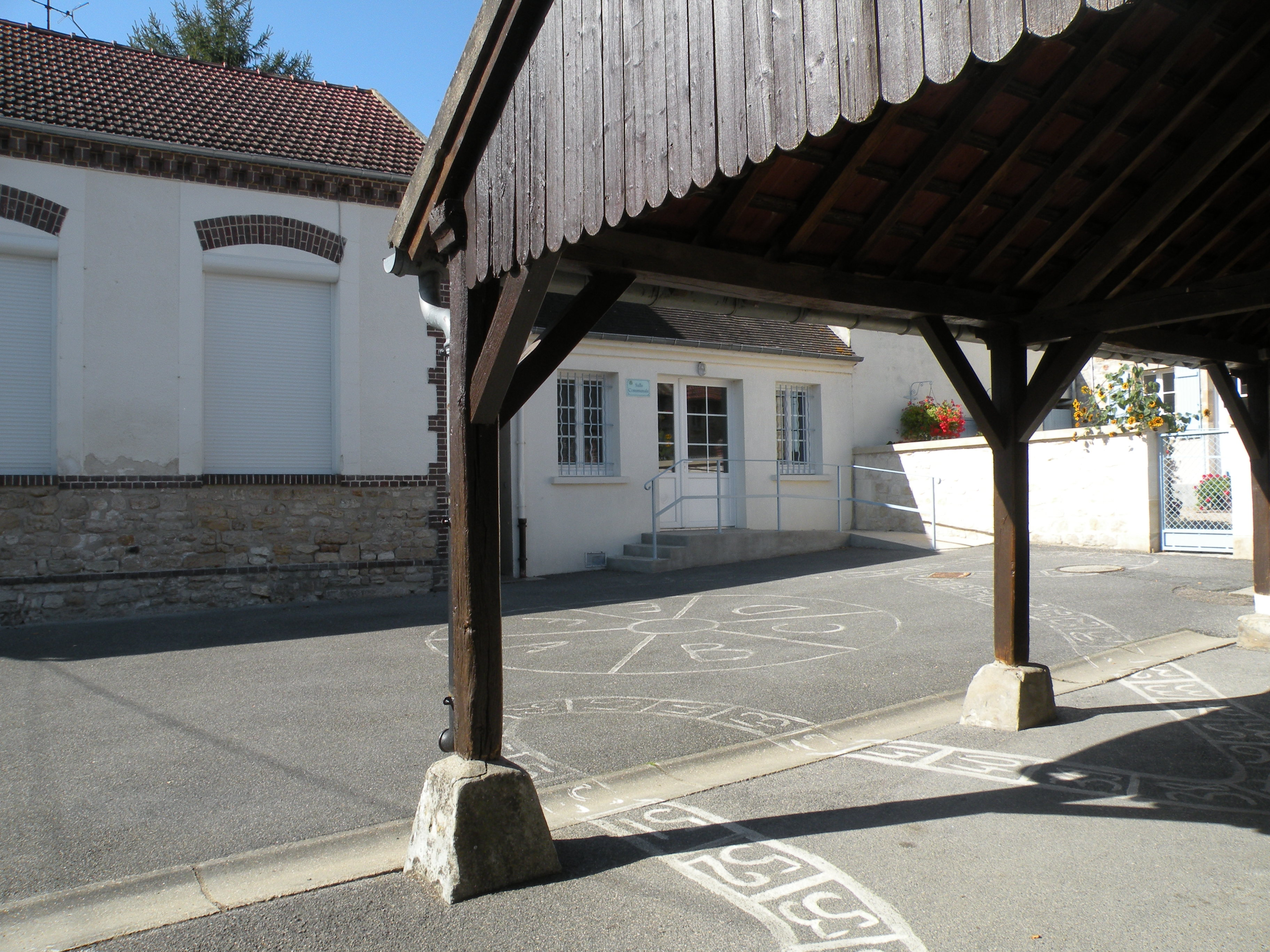
La salle communale
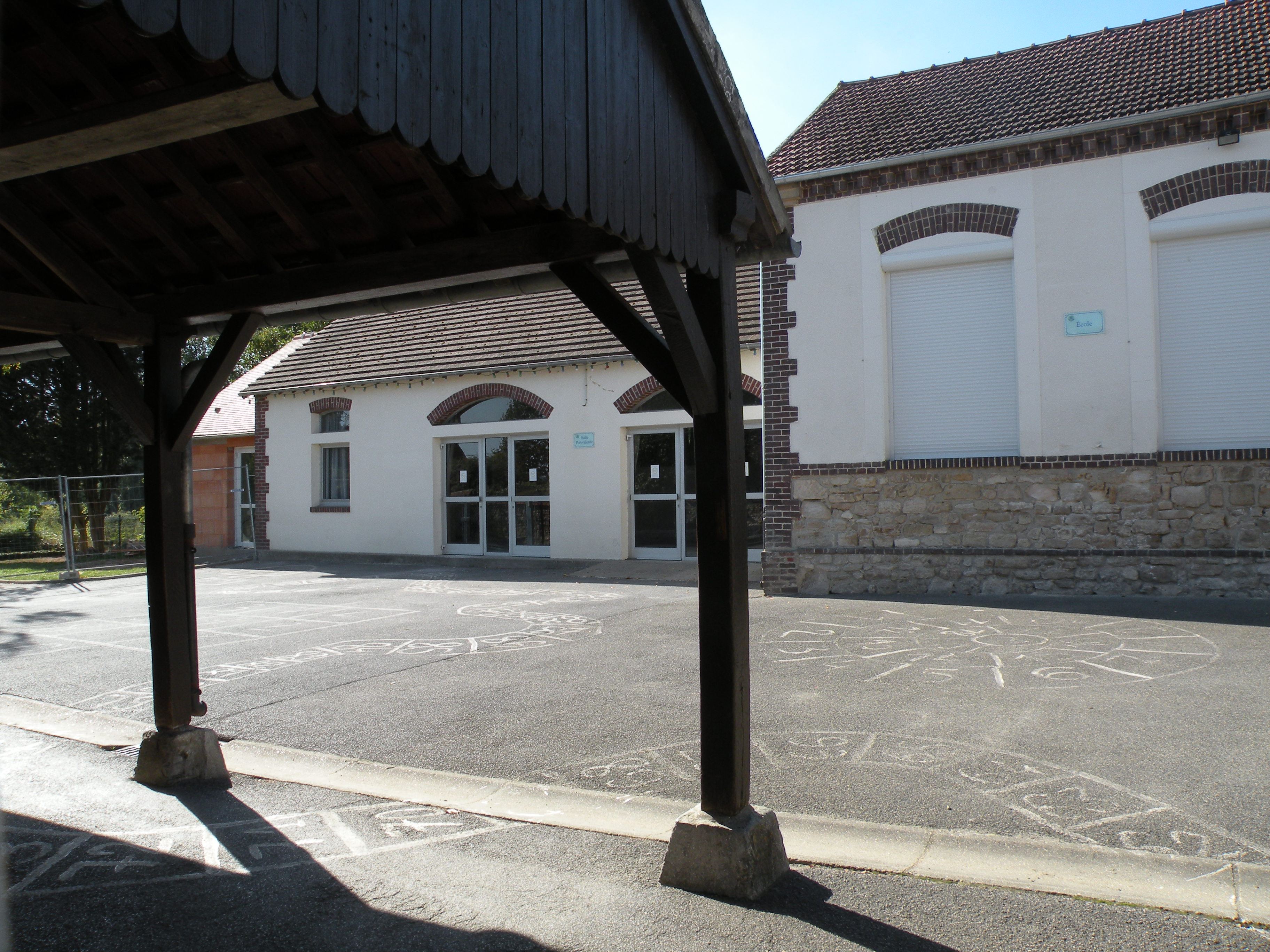
La salle polyvalente

## Démographie

### Évolution démographique
L'évolution du nombre d'habitants est connue à travers les recensements de la population effectués dans la commune depuis 1793. Pour les communes de moins de 10 000 habitants, une enquête de recensement portant sur toute la population est réalisée tous les cinq ans, les populations de référence des années intermédiaires étant quant à elles estimées par interpolation ou extrapolation. Pour la commune, le premier recensement exhaustif entrant dans le cadre du nouveau dispositif a été réalisé en 2007.

En 2022, la commune comptait 431 habitants, en évolution de +11,95 % par rapport à 2016 (Oise : +0,87 %, France hors Mayotte : +2,11 %).
| 1793 | 1800 | 1806 | 1821 | 1831 | 1836 | 1841 | 1846 | 1851 |
| ---- | ---- | ---- | ---- | ---- | ---- | ---- | ---- | ---- |
| 185  | 200  | 196  | 201  | 206  | 233  | 215  | 208  | 200  |

| 1856 | 1861 | 1866 | 1872 | 1876 | 1881 | 1886 | 1891 | 1896 |
| ---- | ---- | ---- | ---- | ---- | ---- | ---- | ---- | ---- |
| 197  | 188  | 191  | 195  | 193  | 205  | 205  | 219  | 221  |

| 1901 | 1906 | 1911 | 1921 | 1926 | 1931 | 1936 | 1946 | 1954 |
| ---- | ---- | ---- | ---- | ---- | ---- | ---- | ---- | ---- |
| 226  | 212  | 234  | 196  | 173  | 172  | 188  | 213  | 202  |

| 1962 | 1968 | 1975 | 1982 | 1990 | 1999 | 2006 | 2007 | 2012 |
| ---- | ---- | ---- | ---- | ---- | ---- | ---- | ---- | ---- |
| 167  | 180  | 167  | 323  | 350  | 362  | 370  | 372  | 371  |

| 2017 | 2022 | - | - | - | - | - | - | - |
| ---- | ---- | - | - | - | - | - | - | - |
| 387  | 431  | - | - | - | - | - | - | - |

### Pyramide des âges
La population de la commune est relativement jeune.
En 2018, le taux de personnes d'un âge inférieur à 30 ans s'élève à 37,6 %, soit au-dessus de la moyenne départementale (37,3 %). À l'inverse, le taux de personnes d'âge supérieur à 60 ans est de 22,4 % la même année, alors qu'il est de 22,8 % au niveau départemental.
En 2018, la commune comptait 207 hommes pour 178 femmes, soit un taux de 53,77 % d'hommes, largement supérieur au taux départemental (48,89 %).
Les pyramides des âges de la commune et du département s'établissent comme suit.
| Hommes | Classe d’âge | Femmes |
| ------ | ------------ | ------ |
| 0,0    | 90 ou +      | 0,6    |
| 2,9    | 75-89 ans    | 5,1    |
| 17,0   | 60-74 ans    | 19,7   |
| 19,8   | 45-59 ans    | 20,2   |
| 19,7   | 30-44 ans    | 20,6   |
| 21,1   | 15-29 ans    | 13,9   |
| 19,6   | 0-14 ans     | 20,0   |

| Hommes | Classe d’âge | Femmes |
| ------ | ------------ | ------ |
| 0,5    | 90 ou +      | 1,4    |
| 5,5    | 75-89 ans    | 7,6    |
| 15,6   | 60-74 ans    | 16,3   |
| 20,8   | 45-59 ans    | 20     |
| 19,4   | 30-44 ans    | 19,4   |
| 17,6   | 15-29 ans    | 16,2   |
| 20,6   | 0-14 ans     | 19,1   |

## Culture locale et patrimoine

### Lieux et monuments
- Église Saint-Étienne (inscrite monument historique en 1927[25]) construite en style roman  à la charnière des XIe et XIIe siècles mais maladroitement restaurée au XIXe siècle, renommée pour son clocher carré jusqu'au premier étage et octogonal[26],[27].
Elle détenait une œuvre de Claude Vignon (1593-1670) : La Sainte-famille, déposée au Musée départemental de l'Oise.
L'église est dotée en 2019 d'une nouvelle cloche réalisée par les maîtres fondeurs André Voegele et Bernard Paschal, nommée Élie et baptisée par l'évêque de Beauvais, Mgr Jacques Benoit-Gonnin[28],[29]. Cette cloche remplace Étienne, coulée en 1555 mais fragilisée par les ans[30].

L'église Saint-Étienne
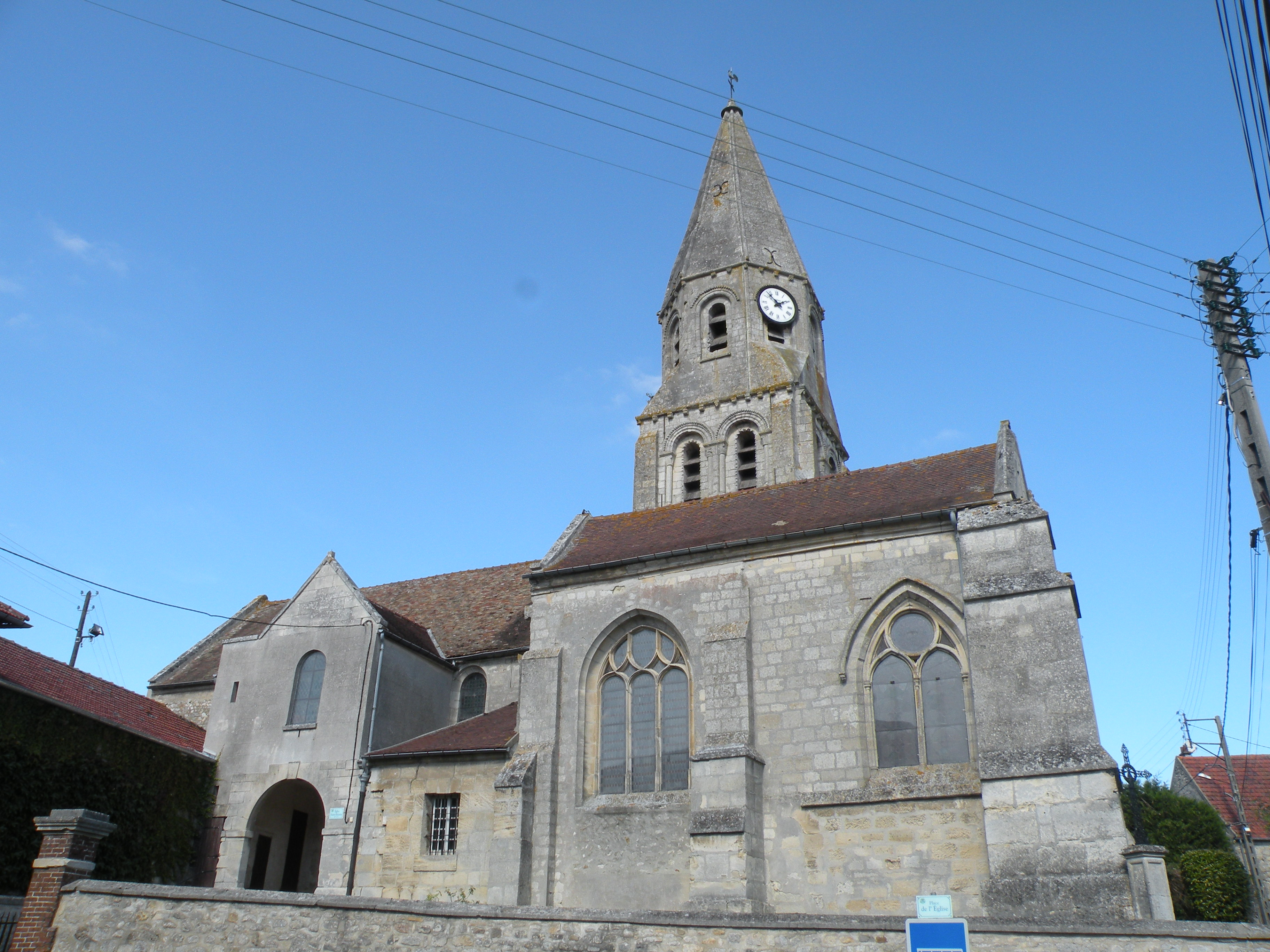
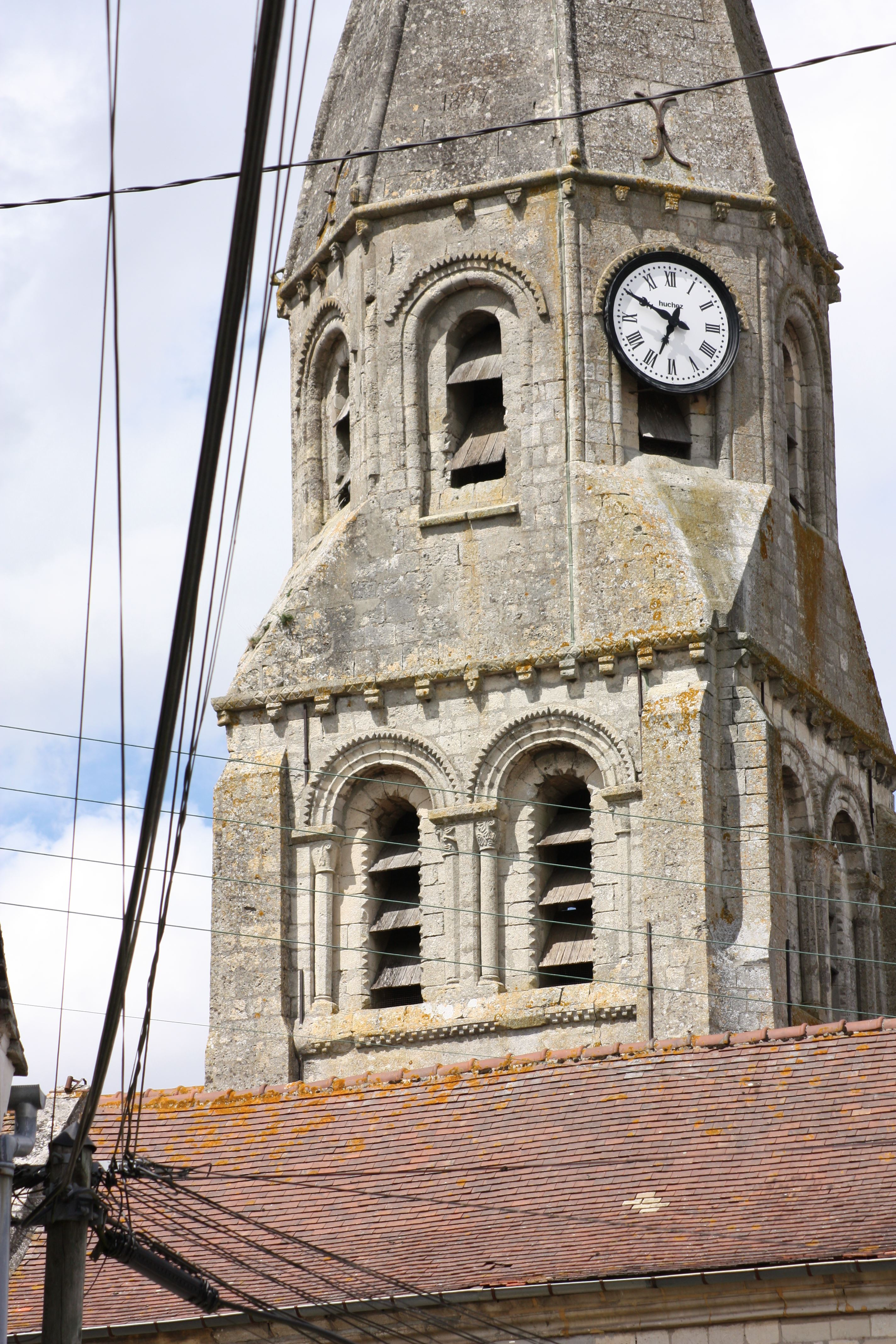
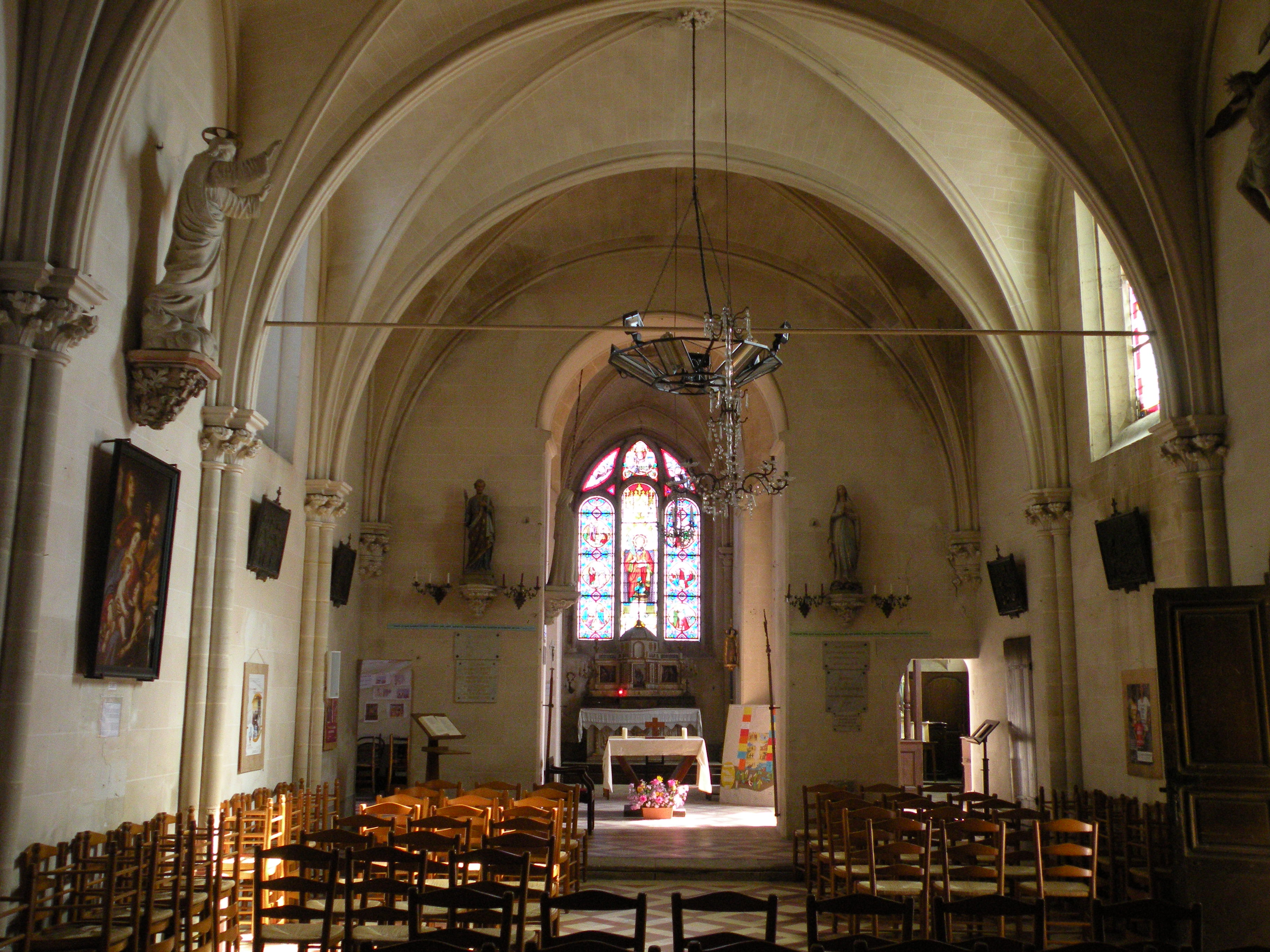
La nef
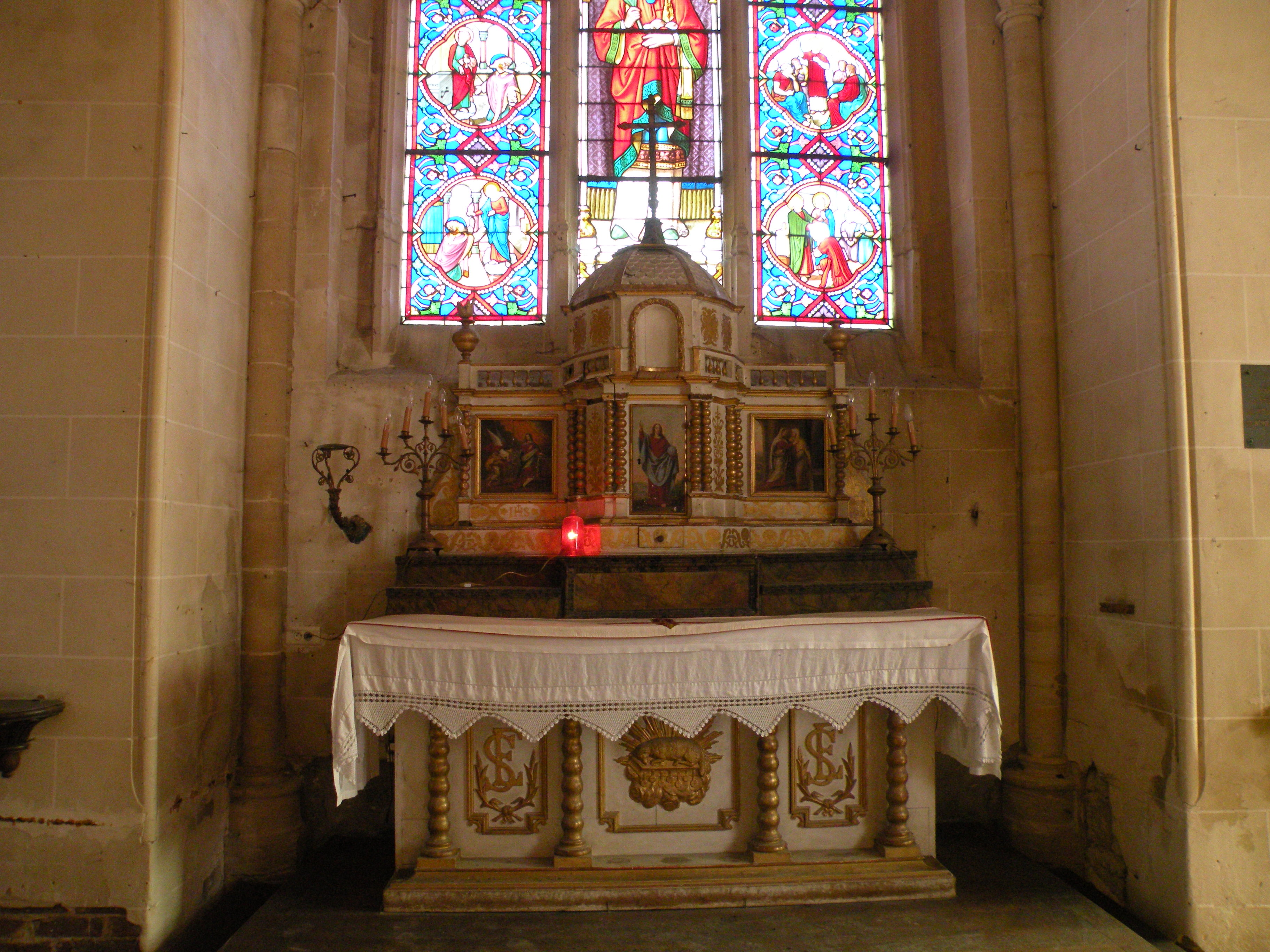
Le maître-autel
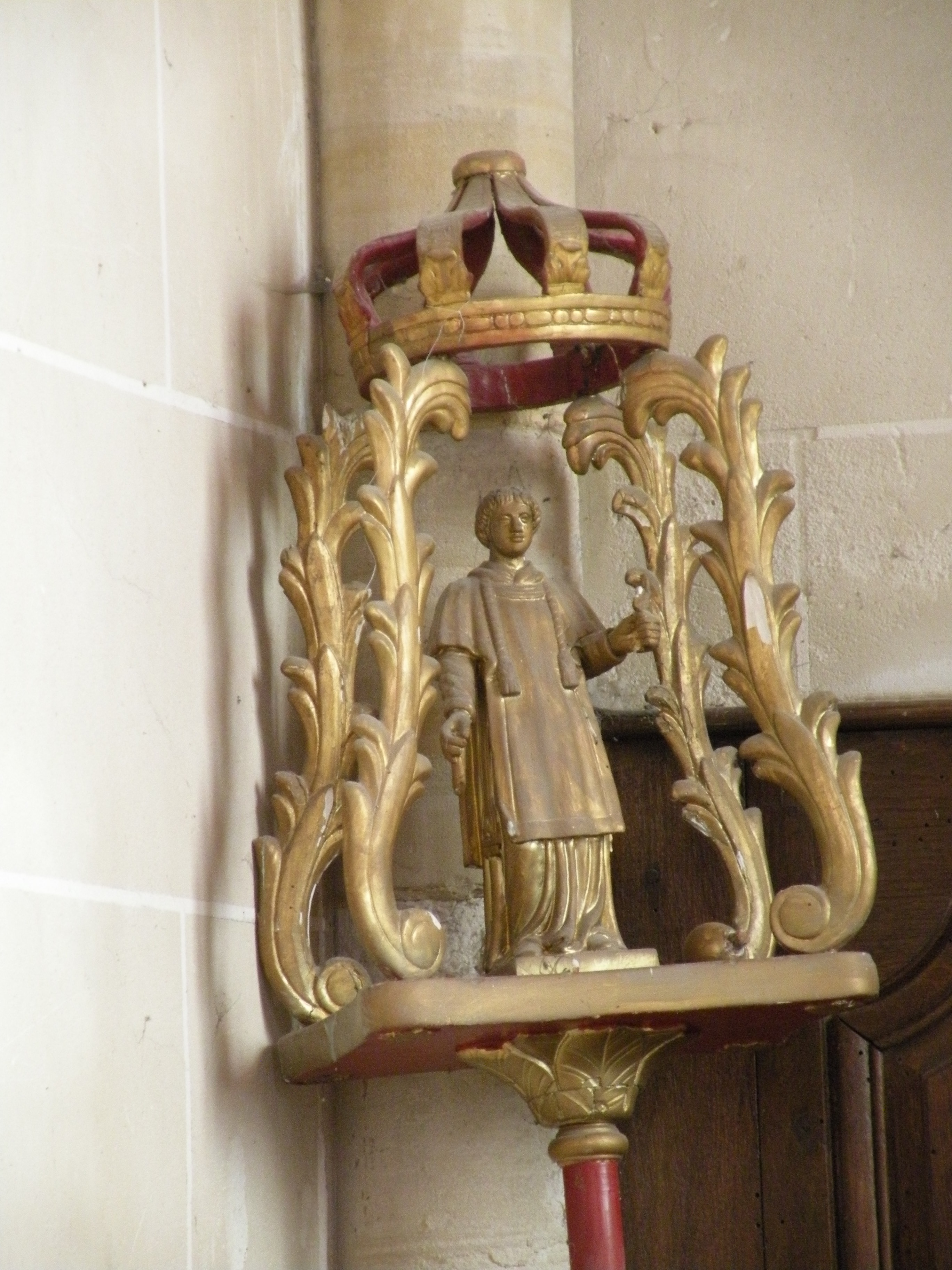
Bourdon

- Monuments au morfts, sur le côté de l'église et au cimetière
- Un sentier de randonnée permet d'accéder au sentier de grande randonnée GR11.

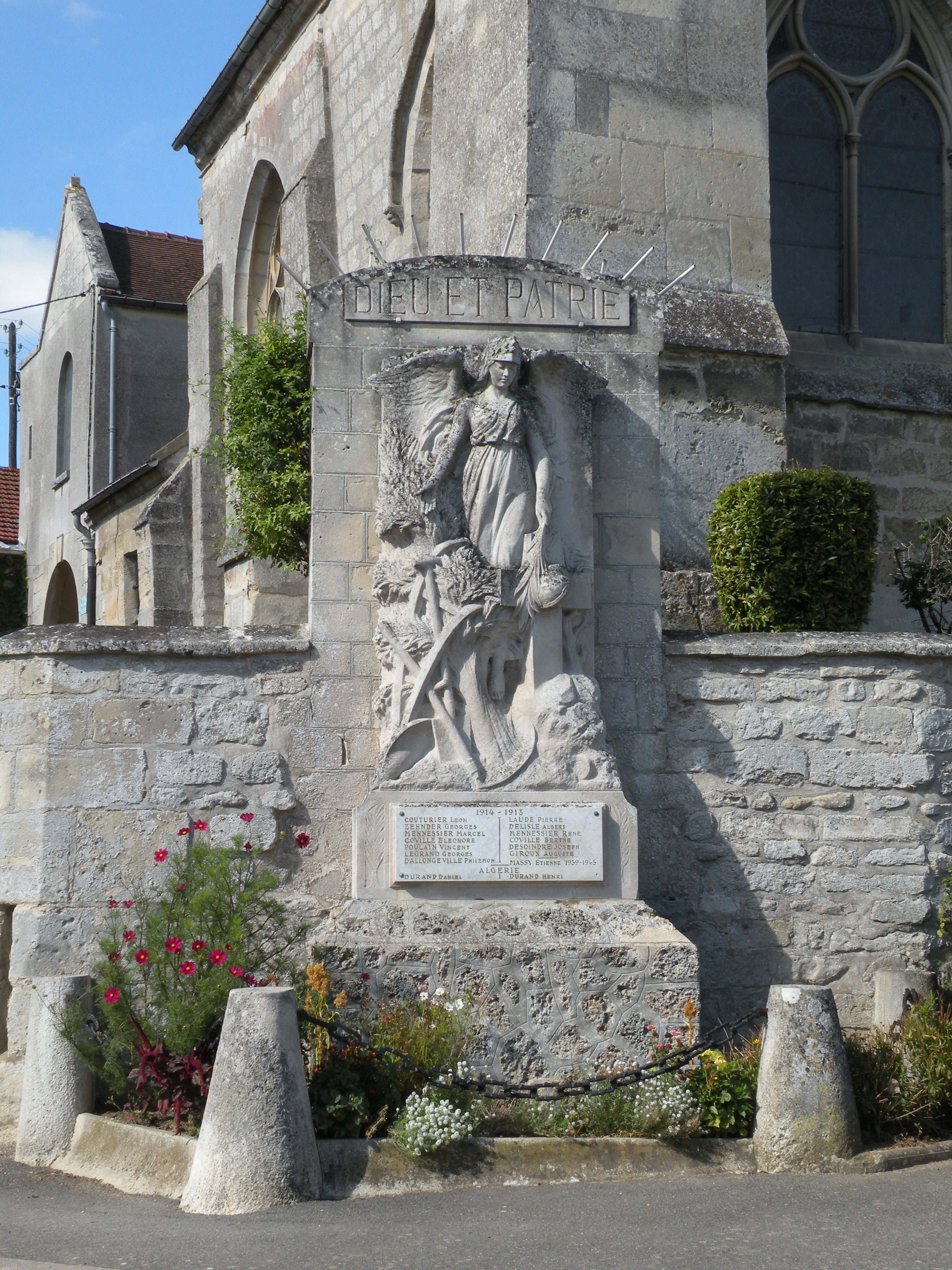
Le monument aux morfts, près de l'église.
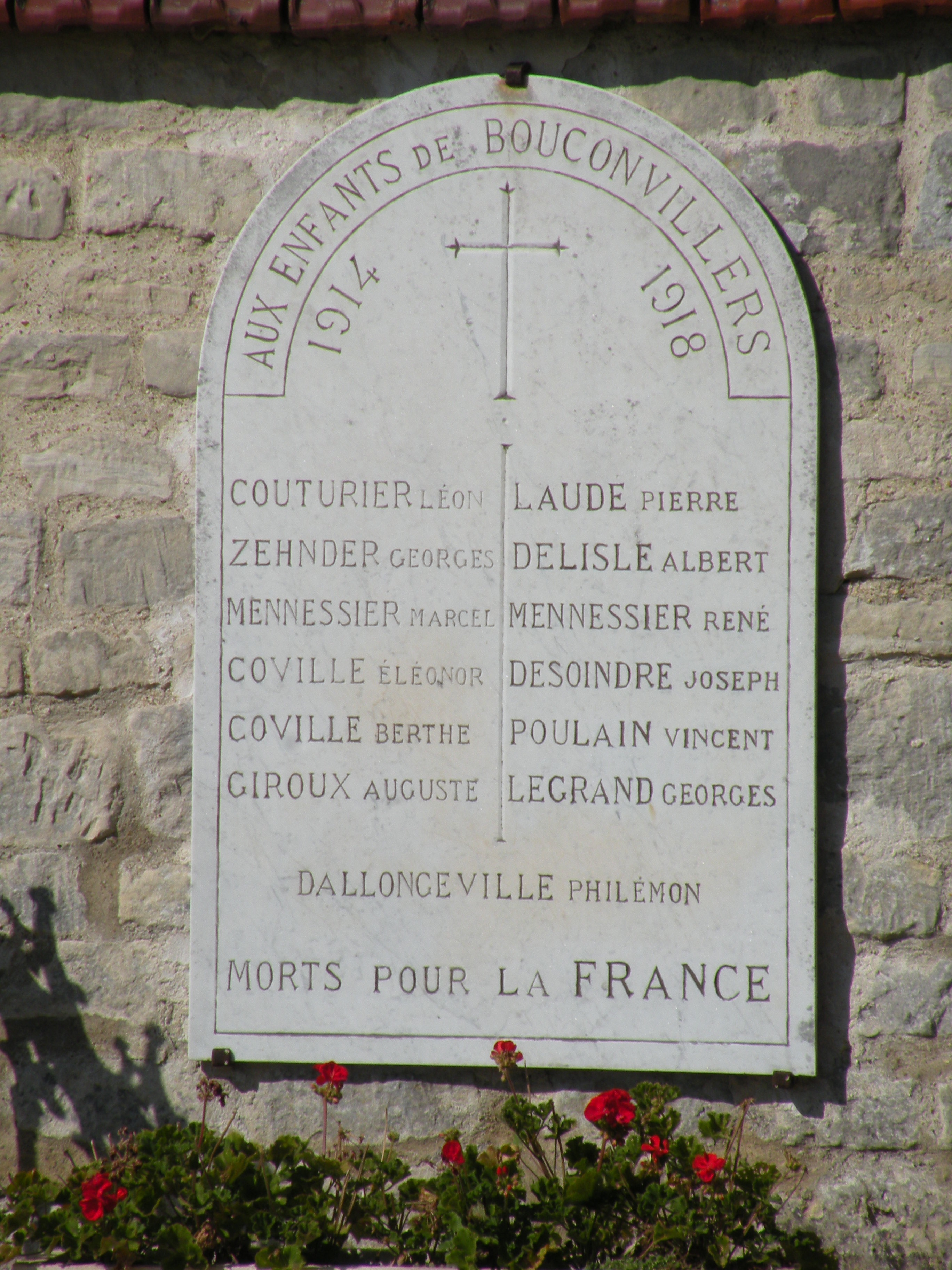
Monument aux morts du cimetière.
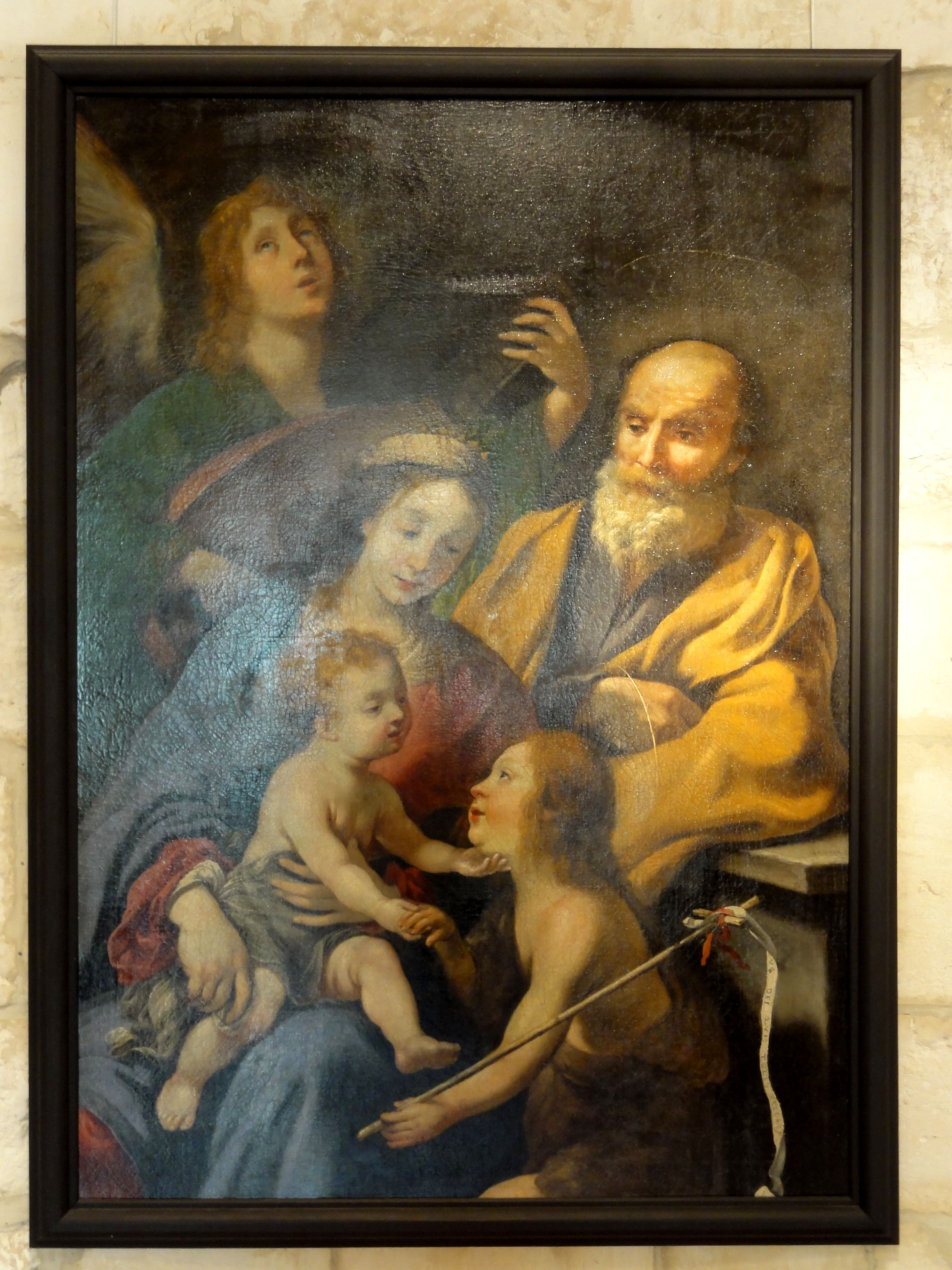
La Sainte-Famille de Claude Vignon

### Personnalités liées à la commune
- La terre de Bouconvillers appartenait, au XIe siècle, à la famille de Maudétour. Le cadet, Robert, prit le nom de cette terre comme étant celui de son fief.[réf. nécessaire]
- Pierre Gilbert de Voisins (1684-1769), marquis de Villennes, magistrat et administrateur, était seigneur de Bouconvillers.

### Héraldique
| Blason de Bouconvillers | Blason  | D'azur au chevron abaissé et arqué d'or, accompagné à dextre d'une croisette ancrée du même et à senestre d'une étoile d'argent, surmonté de deux lions affrontés celui de dextre aussi d'or et celui de senestre aussi d'argent, soutenant un croissant du même. |
| Blason de Bouconvillers | Détails | L'étoile représentée ici est à cinq rays alors qu'il y en a six sur le blason de la commune. Le statut officiel du blason reste à déterminer. |